# Megachile emexae
Megachile emexae är en biart som först beskrevs av King 1994.  Megachile emexae ingår i släktet tapetserarbin, och familjen buksamlarbin. Inga underarter finns listade i Catalogue of Life.